# Neocyrtopogon
Neocyrtopogon is een vliegengeslacht uit de familie van de roofvliegen (Asilidae).

## Soorten
- N. bifasciatus Ricardo, 1912